# HD 99015
HD 99015，又名CP-76 662，SAO 256832、HR 4397，是一颗恒星，视星等为6.43，位于銀經298.07，銀緯-15.59，其B1900.0坐标为赤經11h 18m 34.8s，赤緯-77° -15.59′ 35″。